# Доул, Сэнфорд
Сэнфорд Баллард Доул (англ. Sanford Ballard Dole; 23 апреля 1844, Гонолулу, Королевство Гавайи — 9 июня 1926, Гонолулу, США) — гавайский политик и юрист, возглавлявший Республику и Территорию Гавайи.

## Биография
Доул родился в 1844 году в Гонолулу в семье белых протестантских миссионеров из США. Он входил в сообщество состоятельных иммигрантов на Гавайских островах, оказывающих серьёзное влияние на местный политический климат. Его двоюродный брат, Джеймс Доул, был основателем Гавайской ананасовой компании, позднее известной как Dole Food Company.
Будучи адвокатом и другом короля Калакауа и королевы Лилиуокалани, Сэнфорд Доул выступал за вестернизацию гавайского социума и культуры, а в итоге стал одним из проводников американской экспансии на островах. В 1887 году он принял участие в восстании, поддержанном местными предпринимателями, итогом которого стало принятие новой конституции, известной как «Конституция штыка» (англ. Bayonet Constitution). В 1893 году при вмешательстве Соединённых Штатов на Гавайях пала монархия, в результате чего была свергнута королева Лилиуокалани. После переворота было сформировано временное правительство, которое было возглавлено Доулом. С приходом к власти Гровера Кливленда, американское правительство предлагало королеве вернуться на престол с условием амнистии всех революционеров, однако она отвергла это предложение.
4 июля 1894 года временным правительством была провозглашена Республика Гавайи. Доул стал первым и единственным президентом республики и занимал эту должность с 1894 по 1900 год. Его правительство устояло после нескольких попыток восстановления монархии, в том числе заговора Уилкокса в 1895 году. Доул был успешен и на дипломатическом поприще: Республика Гавайи была признана всеми государствами, которые признавали в своё время королевство. В 1900 году Гавайи получили статус территории США, а Доул занял должность её губернатора. Однако в 1903 году он сложил с себя губернаторские полномочия в пользу должности окружного судьи. На этом посту он пребывал до 1915 года. Скончался Доул в 1926 году на 83-м году жизни.